# Bioscopen in Delft
Door de tijd heen beschikte de Zuid-Hollandse stad Delft over verschillende bioscopen. Sinds 2007 zijn er hier twee van over, te weten het Filmhuis Lumen voor kunst- en kwaliteitsfilms en Pathé Delft voor de commerciële, veelal Amerikaanse films. 
Het eerste vaste bioscooptheater zag het licht in 1911. Daarna zouden er nog verschillenden volgen. Alle bioscopen bevonden zich steevast in de binnenstad, binnen de grenzen van de vroegere stadsomwalling. In 2023 werd gestart met de bouw van een nieuwe locatie voor Filmhuis Lumen, op een plek in de spoorzone, die zich weliswaar nog steeds in de binnenstad, maar net buiten de grenzen van de vroegere stadsomwalling bevindt. 

## Overzicht
| Adres               | Bioscoop        | Van   | Tot   | Opmerkingen        | Exploiteur |
| ------------------- | --------------- | ----- | ----- | ------------------ | --- |
| Verwersdijk 1       | Bioscope Modern | 1911  | ±1914 | 1 zaal             | J.C. van den Boogert en W. Lagrand |
| Verwersdijk 1       | Floratheater    | ±1924 | 1985  | 1 zaal             | 1924 - onbekend : Dhr Rethans1942 - 1945: Jacob Lust 1945 - 1951: Onbekend 1951 - onbekend : Antonius Peeters onbekend - 1985 : Hans Janssen |
| Binnenwatersloot 1  | Delfia          | 1915  | 2006  |                    | onbekend - 1997: Hans Janssen 1997 - 2006: René van Steen                                                                                    |
| Oude Delft 9        | Luxor           | 1922  | ±1926 | 1 zaal             | onbekend |
| Oude Delft 9        | Roxy            | 1927  | 1967  | 1 zaal             | onbekend |
| Oude Delft 9        | Studio D        | 1968  | 2001  | 1 zaal             | onbekend - 1997: Hans Janssen 1997 - 2001: René van Steen                                                                                    |
| Verwersdijk 44      | Doelen-Kino     | 1927  | 1985  |                    | 1927 - 1950: onbekend 1950 - 1985: P.J. van Bommel                                                                                           |
| Voldersgracht 12    | City            | 1949  | 1988  |                    | 1949 - onbekend: P.J. van Bommel |
| Voldersgracht 12    | Apollo          | 1988  | 2006  | Servicebioscoop    | 1988 - 1995: Nanno Blaauw 1995 - 2006: René van Steen                                                                                        |
| Voldersgracht 12    | Merral          | 2006  | 2007  | Servicebioscoop    | René van Steen |
| Kromstraat 27       | Filmhuis        | 1974  | 1996  | 1 zaal, 52 stoelen | Stichting Filmhuis Delft |
| Doelenplein 5       | Filmhuis Lumen  | 1996  | 2025  | 2 zalen            | Stichting Filmhuis Delft |
| Van Leeuwenhoekpark | Filmhuis Lumen  | 2025  | heden | 4 zalen            | Stichting Filmhuis Delft |
| Vesteplein 5        | MustSee         | 2006  | 2010  | 7 zalen            | Minerva Bioscopen |
| Vesteplein 5        | Pathé Delft     | 2010  | heden | 7 zalen            | Pathé Nederland |

## Geschiedenis

### De eerste bioscopen
Rond 1900 maakte de Delftse burger kennis met de bioscope. Rondreizende gezelschappen vertoonden "levende fotografieën" op kermissen, en in theater- en sociëteitszalen zoals de Stads Doelen en het stationskoffiehuis. Het eerste bioscooptheater, waarbij er op een vaste locatie op vaste momenten films werden vertoond, zag het licht in 1911. In een gebouw aan de Verwersdijk, dat gehuurd werd van de Roomsch-Katholieke Volksbond, openden de heren J.C. van den Boogert en W. Lagrand in april 1911 de Bioscope Modern Op 19 november 1915 - Bioscope Modern was inmiddels ter ziele - werd bioscoop Delfia geopend, in het gebouw van een voormalig restaurant op de hoek van de Westvest en de Binnenwatersloot.
Delfia bleef niet lang de enige bioscoop. Het kijken van films was populair volksvermaak onder met name de arbeidersklasse, en zodoende kreeg het Delftse uitgaansleven er in jaren twintig drie volwaardige bioscooplocaties bij. In concertzaal en schouwburg Stads Doelen aan het Doelenplein werden al vanaf de eeuwwisseling filmvoorstellingen gehouden. In de jaren 20 profileerde het zich - naast concertzaal - steeds meer als bioscoop. Dit werd in 1927 geformaliseerd, toen de Stads Doelen werd verbouwd, en een gedeelte van het pand voortaan als Stads-Kino door het leven ging. In december 1921 ging bioscoop Luxor van start op Oude Delft 9. Vijf jaar later kwam Luxor in nieuwe handen, waarna het verbouwd werd en voortaan luisterde naar de naam Roxy, een bioscoop met 354 stoelen en verschillende rangen. Op de locatie van de Bioscope Moderne vond een grote verbouwing plaats, en opende rond 1924 de nieuwe Flora-bioscoop, met art-deco-elementen en 447 zitplaatsen. 
Hoewel Delft tegen het einde van de jaren 1920 hiermee over vier bioscopen beschikte, kon niet iedereen zich vinden in de programmering. Artistieke en technisch goede films waren ondervertegenwoordigd in het aanbod. Het studentengezelschap "Vrije Studie", een ondervereniging van het Delftsche Studenten Corps dat zich bezig hield met kunst, besloot in 1927 om in samenwerking met de Nederlandsche Filmliga kunstfilms uit te gaan zenden. Aanvankelijk gebeurde dit in gebouwen van de TH, tot het gezelschap in 1930 een reprimande kreeg vanuit het ministerie van Onderwijs, vanwege het uitzenden van een communistische film in een overheidsgebouw. Sindsdien maakte Vrije Studie (ook) gebruik van bioscoopzalen zoals Roxy en het Floratheater. Ook na de opheffing van de Nederlandsche Filmliga in 1932 bleef Vrije Studie nog enige tijd kunstfilms uitzenden.

### Na de Tweede Wereldoorlog
Tijdens de Tweede Wereldoorlog werd het Floratheater door de Duitse bezetter geconfisqueerd voor het uitzenden van propagandafilms. Na de oorlog werd het een witte bioscoop. Dit hield in dat het zich richtte op een christelijk publiek, en dat alle films die er vertoond werden, ofwel van een degelijke snit waren, of dat onwelgevallige fragmenten uit de film waren weggeknipt. In 1949 openden de gebroeders Van Bommel een bioscoop aan Voldersgracht 12. De bioscoop kreeg 314 zitplaatsen en luisterde naar de naam City. P.J. van Bommel werd in 1950 ook exploitant van de Doelen-Kino. In 1956 liet hij deze verbouwen, maar datzelfde jaar nog brandde de filmzaal af. Hierop werd de bioscoop opnieuw gebouwd, en in augustus 1958 heropend. Minder rigoureus was de verbouwing van de Roxybioscoop in 1967. De filmzaal werd grondig verbouwd, waarbij het aantal stoelen afnam van 354 naar 171, zodat de bezoekers meer beenruimte hadden. In 1968 opende de bioscoop met de nieuwe naam Studio D. Het Floratheater boorde in de jaren 60 een nieuwe doelgroep aan, met het uitzenden van porno, vechtfilms en westerns.

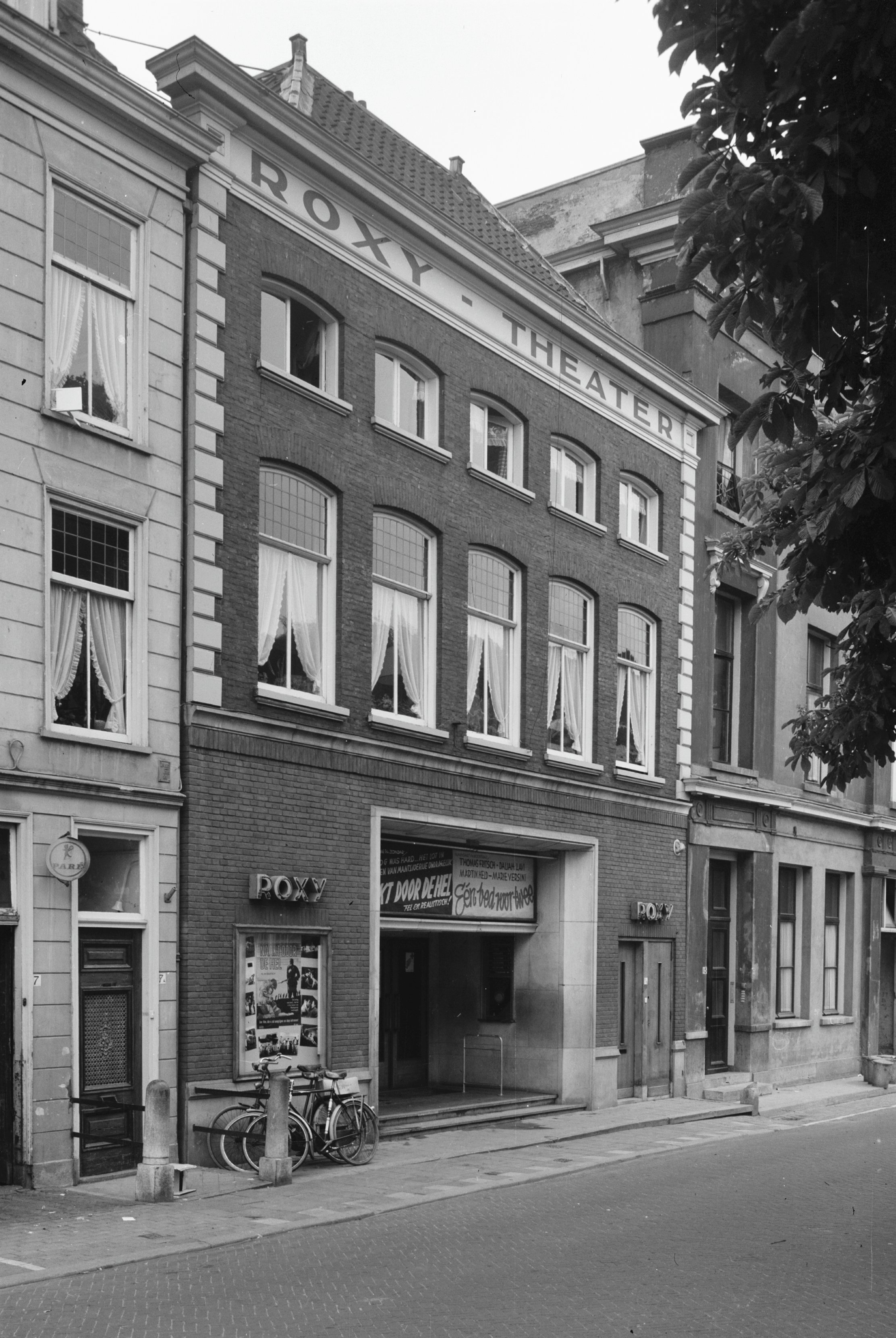
Bioscoop Roxy in 1964

### De jaren 60 en 70: Oprichting van een filmhuis
Eind jaren 60 telde Delft vijf bioscopen met in totaal zes zalen, waarin hoofdzakelijk commerciële films gedraaid werden. Alleen wie lid was van de Delftse Filmliga, een initiatief dat in 1965 was opgezet door studenten aan de TH, kon op de late avond regelmatig een kunstfilm bewonderen. Hiervoor mocht de Filmliga gebruik maken van de bioscoopzaal van Studio D aan Oude Delft 9. Daarnaast was in seizoen 1967/1968 in navolging van de Amsterdamse Cineclub, ook de Sineklup opgericht, een uit Parijs overgewaaide beweging die het vertonen van politieke en sociale documentaires voorstond. Door de behoefte vanuit de Filmliga en Sineklup om hun niet-commerciële films ook voor een groter publiek te ontsluiten, en mogelijk ook vanuit onvrede met het beleid van de exploitant van Studio D, die een stevige vinger in de pap had bij het bepalen van het filmaanbod van de Delftse Filmliga, richtten enkele leden van de Delftse Filmliga en de Sineklup in 1973 Stichting Filmhuis Delft op. De stichting huurde een pakhuis aan de Kromstraat, dat tot bioscoop verbouwd werd. Een projector werd geïnstalleerd voor films op 16mm, een goedkoop filmformaat. Op 18 april 1974 gingen de deuren open. In 1975 werd het filmhuis door 12.000 mensen bezocht. Met de opening van het Filmhuis hield de Sineklup op te bestaan. De Filmliga zou in Studio D en Delfia nog tot 1984 films vertonen.

### Jaren 80 en 90

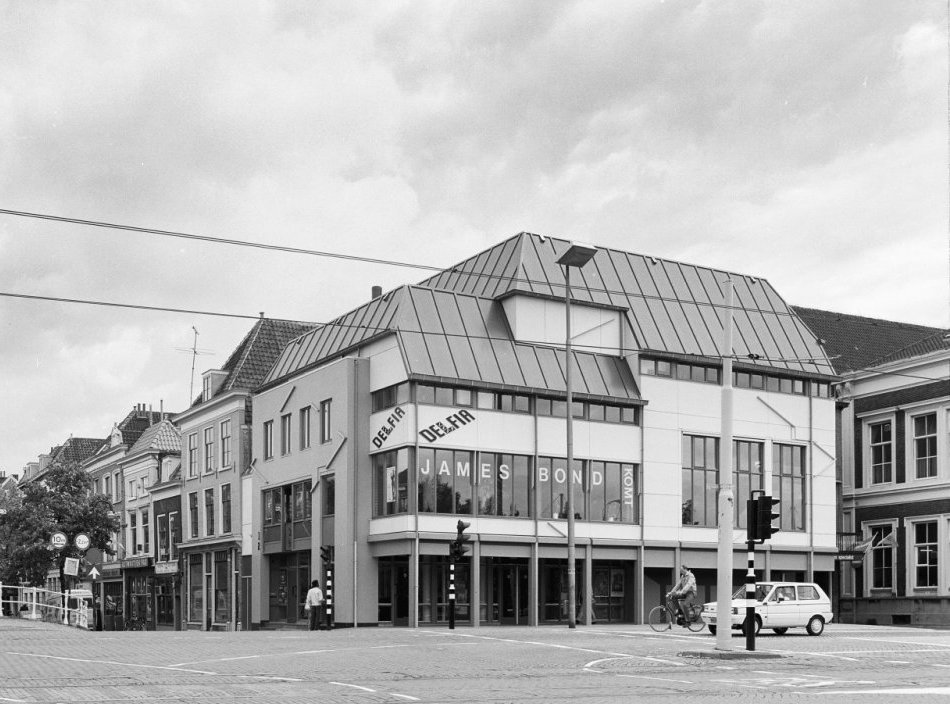
Bioscoop Delfia in 1985, kort na de herbouw

Sinds de jaren 1960 nam het aantal bioscoopbezoekers in Delft gestaag af, terwijl het aantal inwoners van de stad groeide. Om de competitie aan te gaan met de andere bioscopen, besloot Delfia in 1983 om haar oude pand met één zaal geheel te slopen, en op dezelfde plek een nieuwe bioscoop met vier zalen neer te zetten. Het aantal stoelen steeg hiermee van 355 naar 500.  Door de versterkte concurrentiepositie van Delfia werden bioscoop Flora (in 1984) en de Doelen-Kino (in 1985) kort daarop gesloten.
Het Filmhuis aan de Kromstraat wist echter van beide sluitingen te profiteren. Toen de Florabioscoop in 1984 in nieuwe handen kwam, en werd omgetoverd tot theater en feestzaal, kon het Filmhuis de 35mm-projector overkopen, wat het filmhuis in staat stelden om een groter aanbod aan films te realiseren. En na de sloop van de Stads Doelen eind jaren 80 slaagde het Filmhuis erin om op de vrijgekomen locatie aan het Doelenplein een nieuw pand te realiseren, met twee zalen. De eerste paal ging in 1994 de grond in, en in 1996 werd het nieuwe bioscooptheater in gebruik genomen, dat voortaan zou luisteren naar de naam Filmhuis Lumen.
Ondertussen werd bioscoop City aan de Voldersgracht - na een korte periode van sluiting - in 1989 omgevormd tot de servicebioscoop Apollo. Apollo was een servicebioscoop, wat betekende dat bezoekers tijdens de film met een druk op de knop een knabbeltje of een drankje konden bestellen. In de zaal mocht gerookt worden, behalve bij een kindermatinee. 

### Concurrentiestrijd
Rond de eeuwwisseling kende Delft vier bioscopen met elk hun eigen signatuur; het puur commerciële Delfia, bioscoop Studio D met een mix van commerciële en kunstfilms, servicebioscoop Apollo en het op vrijwilligers draaiende Filmhuis Lumen. Op het filmhuis na waren alle bioscopen op dat moment in handen van exploitant René van Steen, die in 1997 Delfia en Studio D van Hans Janssen had overgenomen. In 2001 sloot Janssen de deuren van Studio D. Studentenvereniging C.S.R. kocht het pand, en verbouwde het tot sociëteit. De vroegere lobby werd borrelzaal, de projectorruimte werd verbouwd tot keuken en de bioscoopzaal kreeg een tweede leven als feestzaal en eettafel. Enkele bioscoopstoeltjes en statafels bleven in de borrelzaal bewaard als curiositeit.
Zo’n honderd meter ten oosten van Studio D kreeg inmiddels een stadsvernieuwingsproject vorm. Het Zuidpoortgebied, een winkelgebied aan de zuidkant van de historische binnenstad, werd grondig verbouwd. Op de enorme parkeerplaats moesten een groot aantal appartementen verrijzen, een ondergrondse parkeergarage en winkelruimte voor filialen van grote winkelketens. Eind 1997 werd aangekondigd dat in het nieuw te ontwikkelen Zuidpoortgebied ook ruimte werd begroot voor een bioscoopcomplex. Van Steen had hier wel oren naar, want op deze manier kon hij de theaters die hij op dat moment in bezit had, in één gebouw samenvoegen. Met het oog op het groot aantal zalen zag hij ook een kans op samenwerking met Filmhuis Lumen. Stichting Filmhuis Delft zag in Van Steen echter eerder een concurrent dan een zakenpartner en besloot niet op het voorstel in te gaan.

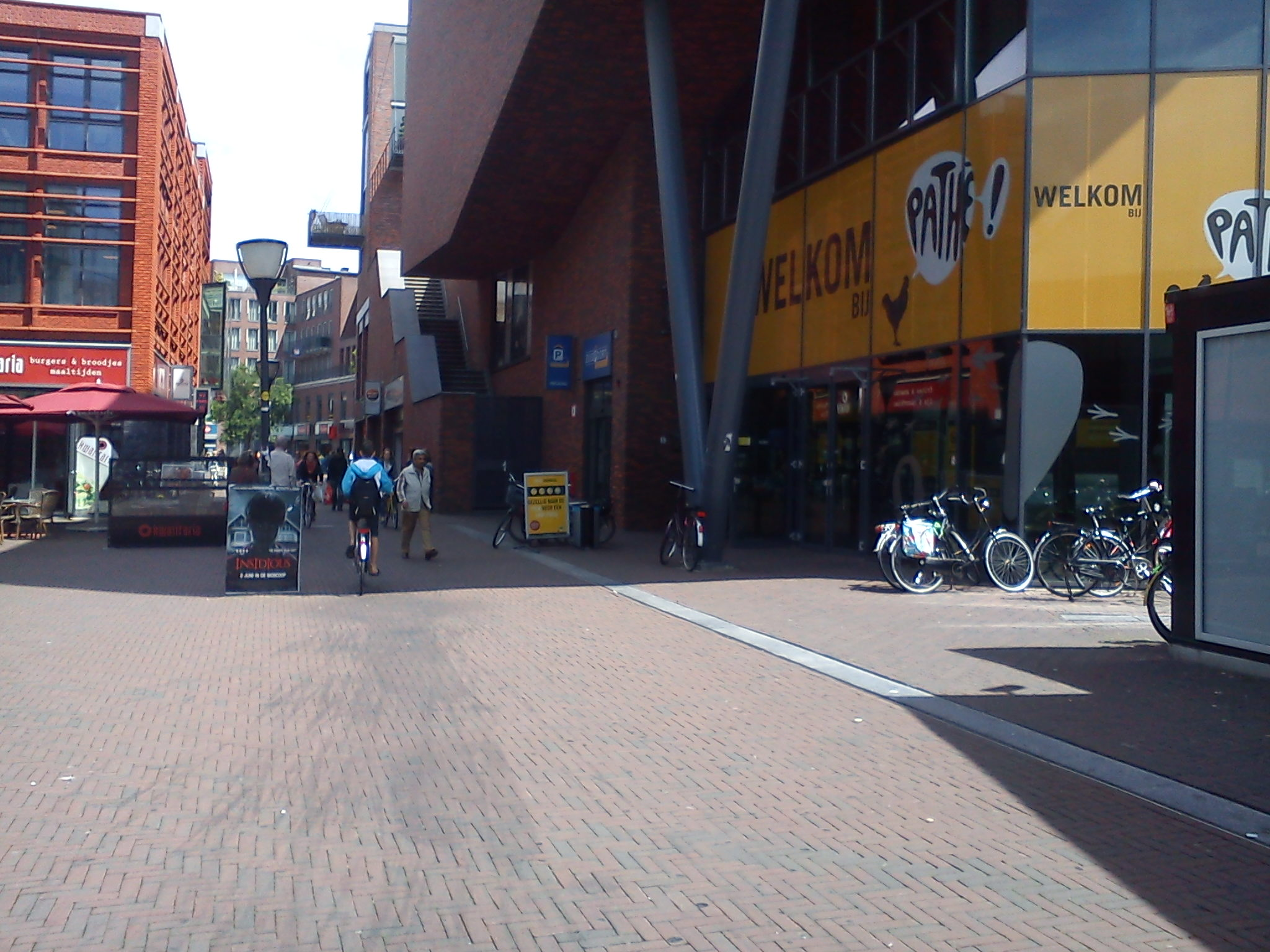
Pathé aan het Vesteplein

Van Steen kon het met de projectontwikkelaar, Bouwfonds MAB, uiteindelijk niet eens worden over de hoge huurprijs. Bouwfonds MAB ging daarop in zee met bioscoopketen MustSee, een samenwerkingsverband van de Wolff Cinema Groep en Minerva Bioscopen. MustSee opende in 2006, en betekende nog datzelfde jaar het einde voor bioscoop Delfia. Het gebouw van Delfia werd gesloopt om plaats te maken voor een winkelpui met appartementen erboven. Bioscoop Apollo werd datzelfde jaar van de hand gedaan aan Merral, een keten van Nederlandse servicebioscopen. Ook Merral kon de concurrentie met MustSee niet aan, en sloot in 2007. Het oude bioscooppand stond enige tijd leeg, en werd daarna winkelruimte. 
In 2010 werd bioscoopketen MustSee ingelijfd bij Pathé Nederland, en veranderde daarmee ook de naam en het logo van de vestiging in Delft.

### Verhuizing van Lumen
Het Doelenplein ligt in een residentieel deel van de binnenstad, en het Filmhuis wilde meer in het zicht zitten. Ook werd het door digitalisering van de filmwereld eenvoudiger om aan nieuwe films te komen, wat het programmeren van nieuwe films eenvoudiger maakte. In december 2022 werd de knoop doorgehakt om per 2025 te verhuizen naar een nieuwe locatie in de Spoorzone. Het wordt daarmee de eerste bioscoop van Delft die zich buiten de zeventiende-eeuwse stadsgrenzen bevindt.